# Семёнова Гора
Семёнова Гора́ — деревня в Валдайском районе Новгородской области. Входит в состав Едровского сельского поселения.

## География
Деревня находится на берегу озера Шлино, на расстоянии 42 км к югу от города Валдай, административного центра района.

### Часовой пояс
Деревня Семёнова Гора, как и вся Новгородская область, находится в часовой зоне МСК (московское время). Смещение применяемого времени относительно UTC составляет +3:00.

## Население
| 2010 |
| ---- |
| 9    |